# Гийом I Бургундски
Вилхелм I Велики или Гийом I Бургундски (на френски: Guillaume I. le Grand; Guillaume I. Tête Hardie, на немски: Wilhelm I der Große; * 1020; † 12 ноември 1087, Безансон, Франция) е граф на Свободното графство Бургундия и на Графство Макон. Неговият син Ги дьо Виен става през 1119 г. папа като Каликст II.

## Живот
Той е син на граф Райналд I († 1057) от династията Бургундия-Иврея и на Аделеида (Юдит) от Нормандия († 1037) от Ролонидите, дъщеря на граф Рихард II. Внук е по бащина линия на граф Ото Вилхелм.
Гийом I се жени 1049/1057 г. за Стефания де Лонгви († 19 октомври сл. 1088). Той последва баща си през 1057 г. като граф на Свободното графство Бургундия. През 1078 г. той поема и Графство Макон, когато неговият братовчед, граф Гуидо II, влиза в манастир Клуни. Той става един от най-могъщите мъже в региона.
Вилхелм посреща в Безансон през 1076 г. Хайнрих IV по пътя му в похода до Каноса.
Погребан е в катедралата Saint-Étienne в Безансон.

## Деца
- Ото († пр. 1087)
- Райналд II († 1097, Първи кръстоносен поход), 1082 граф на Макон, 1087 граф на Бургундия; ∞ Регина от Олтиген, † сл. 1097, дъщеря на граф Куно и дъщерята на граф Гизелберт от Люксембург (Вигерихиди)
- Вилхелм († пр. 1090)
- Стефан I Храбри († убит 27 май 1102 в Асшкелон), граф на Макон, господар на Вараск; ∞ 1090 за Беатрис († сл. 1102)
- Раймунд († 24 май 1107), граф на Амеру, 1093 граф на Галисия и Коимбра; ∞ 1087 за Урака (* 1081, † 8 март 1126), кралица на Кастилия и Леон, наследничка на крал Алфонсо VI
- Хуго († 13 ноември 1101), 1086 архиепископ на Безансон
- Гиг дьо Вие († 13 ноември 1124), 1088 архиепископ на Виен, 1107/09 администратор на Безансон, 1119 папа Каликст II
- Стефания, ∞ за Ламберт Франсоа († сл. 1119), принц на Ройан, господар на Пейриер
- Сибила (* 1065, † сл. 1103), като вдовица монахиня в манастира Фонтъвро; ∞ за Йод I Борел, 1079 херцог на Бургундия, († 23 март 1103) (Стара бургундска династия)
- Ерментруда († сл. 8 март 1105), наследничка на Графство Монбеяр; ∞ 1065 за Дитрих от Мусон от род Дом Скарпон
- Гизела († сл. 1133); ∞ 1. 1090 за Хумберт II († 19 октомври 1103), 1080 граф на Мориен, 1094 маркграф на Торино (Савойска династия). 2. за Райнер († 1135/37), маркграф на Монферат (Алерамичи)
- Клеменс († 1133); ∞ 1. пр. 1092 за Роберт II († 5 октомври 1111), 1093 граф на Фландрия (Дом Фландрия); 2. 1125 за Готфрид VI († 25 януари 1139), 1106 херцог на Долна Лотарингия (Дом Брабант)
- Берта († 19 май 1097/98); ∞ 1093 пр. 25 ноември за Алфонсо VI († 30 юни 1109), 1072 крал на Кастилия